# 기요미즈고조역
기요미즈고조역(일본어: 清水五条駅)은 일본 교토부 교토시 히가시야마구에 위치한 게이한 전기철도 게이한 본선의 역이다. 역 번호는 KH38이다.

## 역 구조
섬식 승강장 1면 2선의 지하역이다. 고조 대교 즈메, 가와바타도리와 고조도리 사거리 바로 밑에 위치한다. 지상의 출입구는 교차로의 네 귀퉁이(동북, 동남, 남서, 북서)와 가와바타도리 북쪽과 동쪽에 5곳 존재한다. 지하 1층이 개찰구와 대합실, 지하 2층이 승강장이다. 개찰구는 1곳 뿐이다. 대합실과 승강장 사이에는 엘리베이터와 상하 2개의 에스컬레이터가 설치되어 대합실과 지상 사이에는 상행 에스컬레이터와 엘리베이터가 설치되어 있다. 화장실은 지하화가 될 때, 휠체어에 대응하는 기저귀 교환대 등을 갖춘 다목적 화장실이 설치되었고 그 후에 수컷 메이트 대응 설비도 실었다.
역 승강장의 색깔은 청자색(녹색), 고조사카로 대표되는 도예 마을을 나타내고 있다.

### 승강장
| 번호 | 노선          | 방향 | 행선                                                         |
| ---- | ------------- | ---- | ------------------------------------------------------------ |
| 1    | ■ 게이한 본선 | 상행 | 산조・데마치야나기 방면                                      |
| 2    | ■ 게이한 본선 | 하행 | 주쇼지마・히라카타시・교바시・요도야바시・나카노시마 선 방면 |

- 상하행 선 승강장의 유효 길이는 8량이다. 10량 연결에도 대응할 수 있도록 준비 공사가 시행되고 있다. 자동 방송의 편성장 안내는 2007년 열차 운행 관리 시스템 갱신 시에 2번 선만 삽입되어 2008년 중에 1번 선에서도 실시하게 되었다.

## 이용 현황
| 연도   | 하차 인원 | 승차 인원 |
| ------ | --------- | --------- |
| 2007년 | 8,011     | 3,702     |
| 2008년 | 7,724     | 3,726     |
| 2009년 | 7,090     | 3,433     |
| 2010년 | 6,833     | 3,359     |
| 2011년 | 7,107     | 3,396     |
| 2012년 | 6,880     | 3,384     |
| 2013년 | 7,011     | 3,490     |
| 2014년 | 7,879     | 4,000     |
| 2015년 | 9,014     | 4,473     |

## 역 주변
- 기요미즈데라 - 도보로 약 22~23분 걸린다. 성수기에 게이한 버스의 셔틀 버스가 운행된다.
- 오타니 본묘
- 지슈 신사(기요미즈 절의 경내에 있음)
- 와카미야하치만 궁사
- 로쿠도 진황사
- 가와이 칸지로 기념관
- 히가시야마 구 종합 청사
  - 히가시야마 구 관공서・히가시 보건소・히가시야마 구 사회 복지 사무소・히가시야마 구 도서관
  - 히가시야마 구 노인 복지 센터・히가시야마 구 청소년 활동 센터 지역 체육관
- 히가시야마 우체국
- 히가시야마 다케다 병원
- 가와바타도리
- 고조 대교(가모가와강)
- 고조도리(국도 제1호선와 국도 제8호선의 중복)
  - 고조사카
- 고조 낙원
  - 고조 낙원 가무 훈련장
- 교토 시립 로쿠하라 초등학교
- 겐닌지
- 아지키로지

## 사진

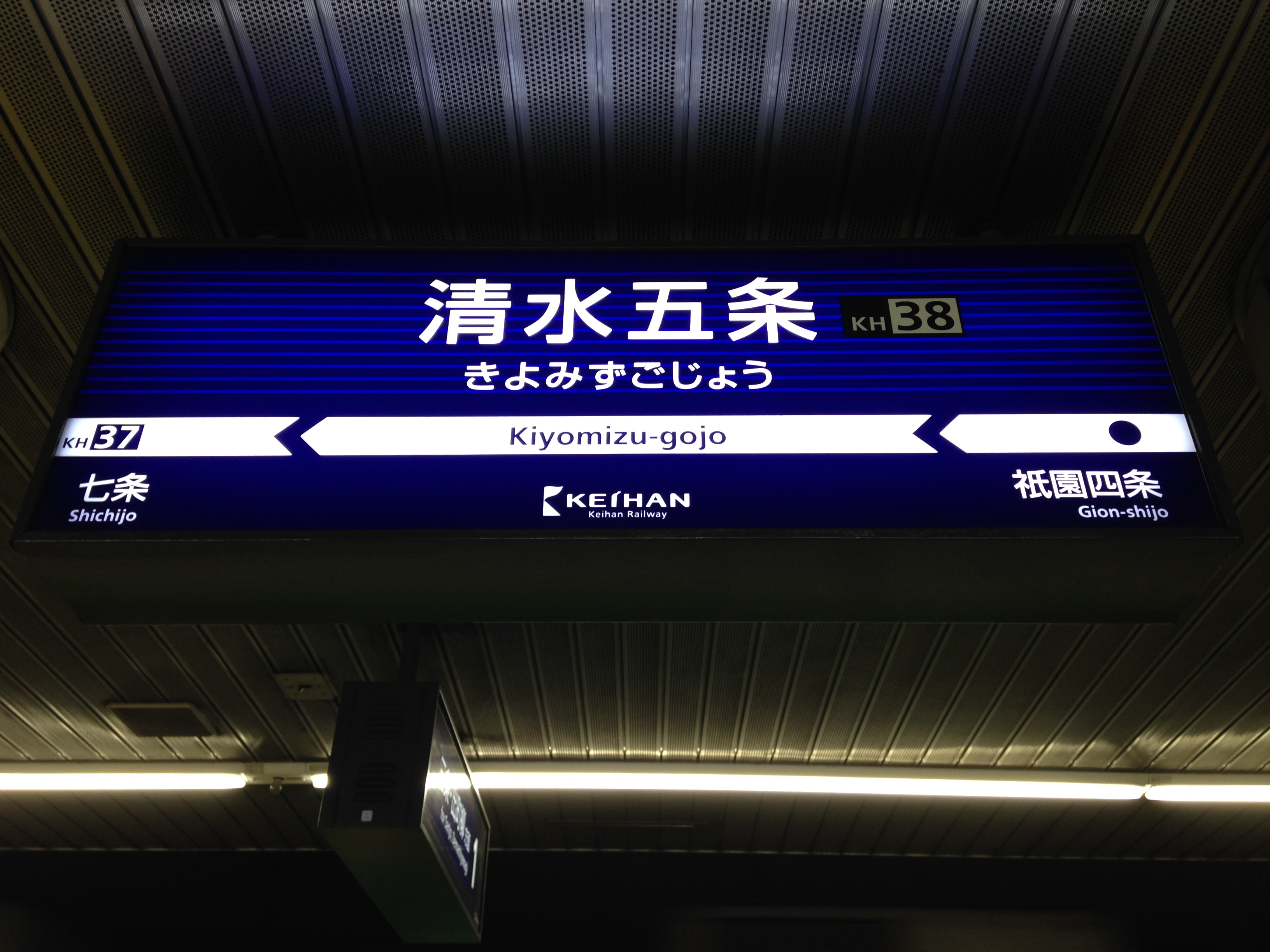
역명판

## 인접역
| 게이한 전기철도 ■ 게이한 본선 | 게이한 전기철도 ■ 게이한 본선                         | 게이한 전기철도 ■ 게이한 본선   |
| ----------------------------- | ----------------------------------------------------- | ------------------------------- |
| KH37 시치조 요도야바시 방면   | ■ 급행 ■ 통근 준특급 (평일 하행 운전) ■ 준특급 ■ 보통 | 기온시조 KH39 데마치야나기 방면 |